# جزر الهند الغربية (فلم)
جزر الهند الغربية (بالفرنسية: West Indies ou les Nègres marrons de la liberté) فيلم دراما فرنسي موريتاني من إخراج ميد هوندو سنة 1979. تم تصوير الفيلم على خلفية جزر الهند الغربية الاستعمارية التي كانت تحت الإمبريالية الفرنسية.
الفيلم مقتبس من مسرحية «النخاسين» للشاعر والكاتب المسرحي «دانيال بوكمان» من جزيرة المارتينيك الذي رفض التجنيد في القوات الفرنسية ضد الشعب الجزائري، والذي درس اللغة الفرنسية بالجزائر بعد الاستقلال (1966-1981). ومن كتبه «بطن منتفخ.. بطن خاوٍ» و«فرانز فانو.. آثار حياة مثالية» عن الطبيب النفسي ابن جزيرته الذي ساند الثورة الجزائرية حتى توفي ودفن بالجزائر. وهو مقتبس أيضا من مسرحيته أيضا «حتى آخر رمق من حياتنا» التي كتبها عن القضية الفلسطينية واعتبرها الفرنسيون نصا ضد السامية.

## القصة
يدور الفيلم حول الأفارقة المهاجرين إلى جزر المارتينيك وغوادلوب وتجارة العبيد بالكاريبي؛ والجزيرتان ما تزالان تحت الحكم الفرنسي رغم محاولات استقلالية ضعيفة تم إخمادها سريعا.

## روابط خارجية
- مقالات تستعمل روابط فنية بلا صلة مع ويكي بيانات